# Piskijärvi
Piskijärvi är en sjö i Finland. Den ligger i kommunen Enare i landskapet Lappland, i den norra delen av landet, 1 000 km norr om huvudstaden Helsingfors. Piskijärvi ligger 130,8 meter över havet. Arean är 1,87 kvadratkilometer och strandlinjen är 20,63 kilometer lång. Sjön  ingår i Pasvik älvs huvudavrinningsområde. 